# Pyotr Semyonovich Klyonov
Pyotr Semyonovich Klyonov (tiếng Nga: Пётр Семёнович Клёнов; 1894-1942) là một tướng lĩnh Hồng quân Liên Xô trong thời kỳ đầu Chiến tranh Vệ quốc vĩ đại, hàm Trung tướng (1940).

## Tiểu sử
Klyonov sinh ngày 4 tháng 3 (lịch cũ 21 tháng 2) 1894 tại Saratov, trong một gia đình nông dân người Nga. Thời niên thiếu, ông từng tốt nghiệp trường tiểu học và trung cấp thương mại thành phố. Từ mùa hè năm 1907, ông làm việc ở Saratov với tư cách là nhân viên bán hàng trong một công ty bảo hiểm và của một ngân hàng.
Tháng 9 năm 1915, ông được trưng ngũ Quân đội Đế quốc Nga, phục vụ với tư cách một binh sĩ trong Trung đoàn dự bị 168. Từ tháng 1 đến tháng 5 năm 1916, ông học tại trường quân sự Orenburg. hoặc trường bộ binh Vladimir  Tháng 5 cùng năm, ông là một sĩ quan sơ cấp của trung đoàn súng trường dự bị số 92 (Saratov). Từ tháng 9 năm 1916, ông chiến đấu ở Mặt trận Tây Nam. Tháng 12 năm 1917, Klyonov xuất ngũ với cấp bậc Đại úy, trở về Saratov, làm huấn luyện viên thể thao ở câu lạc bộ du thuyền.
Tháng 8 năm 1918, ông được điều động vào Hồng quân, được bổ nhiệm làm giáo viên huấn luyện thể chất ở Saratov, sau đó là ủy viên quân sự tỉnh Astrakhan. Từ tháng 2 năm 1919, ông tham gia chiến đấu tại Trung đoàn 45, lần lượt trải qua các chức vụ Đại đội trưởng, Tiểu đoàn trưởng, Phó trung đoàn trưởng rồi Trung đoàn trưởng. Từ tháng 12 năm 1919, ông là chỉ huy lữ đoàn 3 thuộc sư đoàn súng trường 5, tham mưu trưởng kiêm tư lệnh lữ đoàn súng trường 15, từ tháng 11 năm 1920 tạm quyền chỉ huy sư đoàn súng trường 5. Ông đã chiến đấu ở Mặt trận phía Đông chống lại các đội quân của Kolchak vào năm 1919, bao gồm các chiến dịch ở Buguruslan, Sarapulo-Votkinsk, Perm, Yekaterinburg, Chelyabinsk, Petropavlovsk, Omsk. Tháng 4 năm 1920, ông cùng sư đoàn mình được điều động đến Mặt trận phía Tây, tham chiến trong cuộc chiến tranh Nga-Ba Lan năm 1920.

## Thời kỳ giữa các cuộc chiến
Sau Nội chiến Nga, ông tiếp tục phục vụ trong Hồng quân, tháng 11 năm 1921 ông được bổ nhiệm làm chỉ huy lữ đoàn súng trường độc lập số 55 của Phương diện quân Tây. Từ tháng 5 đến tháng 9 năm 1922 - tư lệnh sư đoàn 2 biên giới. Năm 1922, ông được cử đi học các khóa học Cao cấp tại Học viện Quân sự Hồng quân.
Tháng 5 năm 1923, ông được bổ nhiệm làm chỉ huy Sư đoàn súng trường Perm số 21. Tháng 7 năm 1923 - lãnh đạo trường kỹ thuật quân sự Kiev. Từ tháng 11 năm 1924 - lãnh đạo trường quân sự Kiev mang tên M. I. Kalinin. Năm 1930, ông tốt nghiệp các khóa đào tạo nâng cao dành cho các sĩ quan chỉ huy cao cấp tại Học viện Quân sự Frunze. Từ tháng 5 năm 1930, ông là chỉ huy Sư đoàn súng trường Stalingrad số 31 tại Quân khu Volga. Ông là thành viên của CPSU (b) từ năm 1931.
Từ tháng 1 năm 1934, ông giảng dạy tại Học viện Quân sự Frunze: trưởng khoa chiến thuật, từ tháng 4 năm 1934 - chủ nhiệm bộ môn chiến thuật tổng hợp, từ tháng 6 năm 1935 - trưởng khoa 3. Từ tháng 1 năm 1936 - Tham mưu phó Quân khu Volga, từ tháng 3 năm 1938 - Tham mưu trưởng quân khu. Năm 1939, ông tốt nghiệp Học viện Bộ Tổng Tham mưu Hồng quân. Từ tháng 7 năm 1940 - Tham mưu trưởng Quân khu đặc biệt Baltic.

## Chiến tranh Vệ quốc vĩ đại, bị bắt giữ và hành quyết

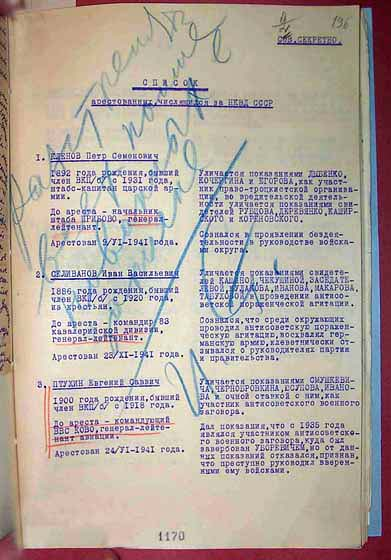
Trang tài liệu về "danh sách hành quyết" có tên của P.S. Klyonov (ở vị trí số 1) và dòng phê chuẩn của chính Stalin: "Hãy bắn tất cả những kẻ có tên trong danh sách. I. St. "

Khi Chiến tranh Vệ quốc vĩ đại nổ ra ngày 22 tháng 6 năm 1941, ông giữ chức Tham mưu trưởng Phương diện quân Tây Bắc. Trong những ngày đầu tiên của cuộc chiến, phương diện quân bị thiệt hại nặng nề bởi những đợt xung kích của Cụm tập đoàn quân Bắc của Đức trong chiến dịch phòng thủ chiến lược Baltic. Ngày 1 tháng 7 năm 1941, ông bị cách chức, sau đó bị bắt ngày 11 tháng 7 năm 1941. Theo hồ sơ của NKVD Liên Xô, "y đã bị bắt bởi lời khai của DYBENKO, KOCHERGIN và YEGOROV, với tư cách là thành viên của tổ chức Trotskyist, và y bị cáo buộc về các hoạt động phá hoại theo lời khai của các nhân chứng RUBTSOV, DEREVYANKO, KASHIRSKY và KORENOVSKY. Y thú nhận đã không hoạt động trong ban lãnh đạo quân khu."
Ngày 13 tháng 2 năm 1942, theo nghị quyết của một Hội nghị đặc biệt dưới sự điều hành của NKVD của Liên Xô, với sự trừng phạt của Stalin, ông bị kết án tử hình. Ông bị xử bắn vào ngày 23 tháng 2 năm 1942.
Ông được phục hồi theo quyết định của Hội đồng Quân sự Tòa án Tối cao Liên Xô vào ngày 9 tháng 6 năm 1956.

## Giải thưởng quân sự
- Huân chương Cờ đỏ (22.02.1941).

## Cấp bậc quân sự
- Lữ đoàn trưởng - 5 tháng 12 năm 1935
- Sư đoàn trưởng - 15 tháng 7 năm 1938
- Trung tướng - 4 tháng 6 năm 1940